# IJslandspaat

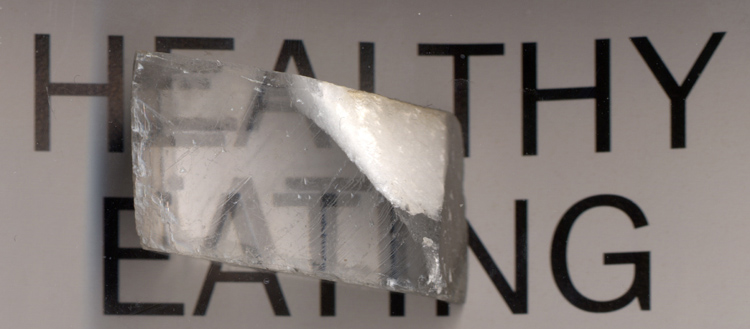
Dubbelbreking door een ijslandspaatkristal

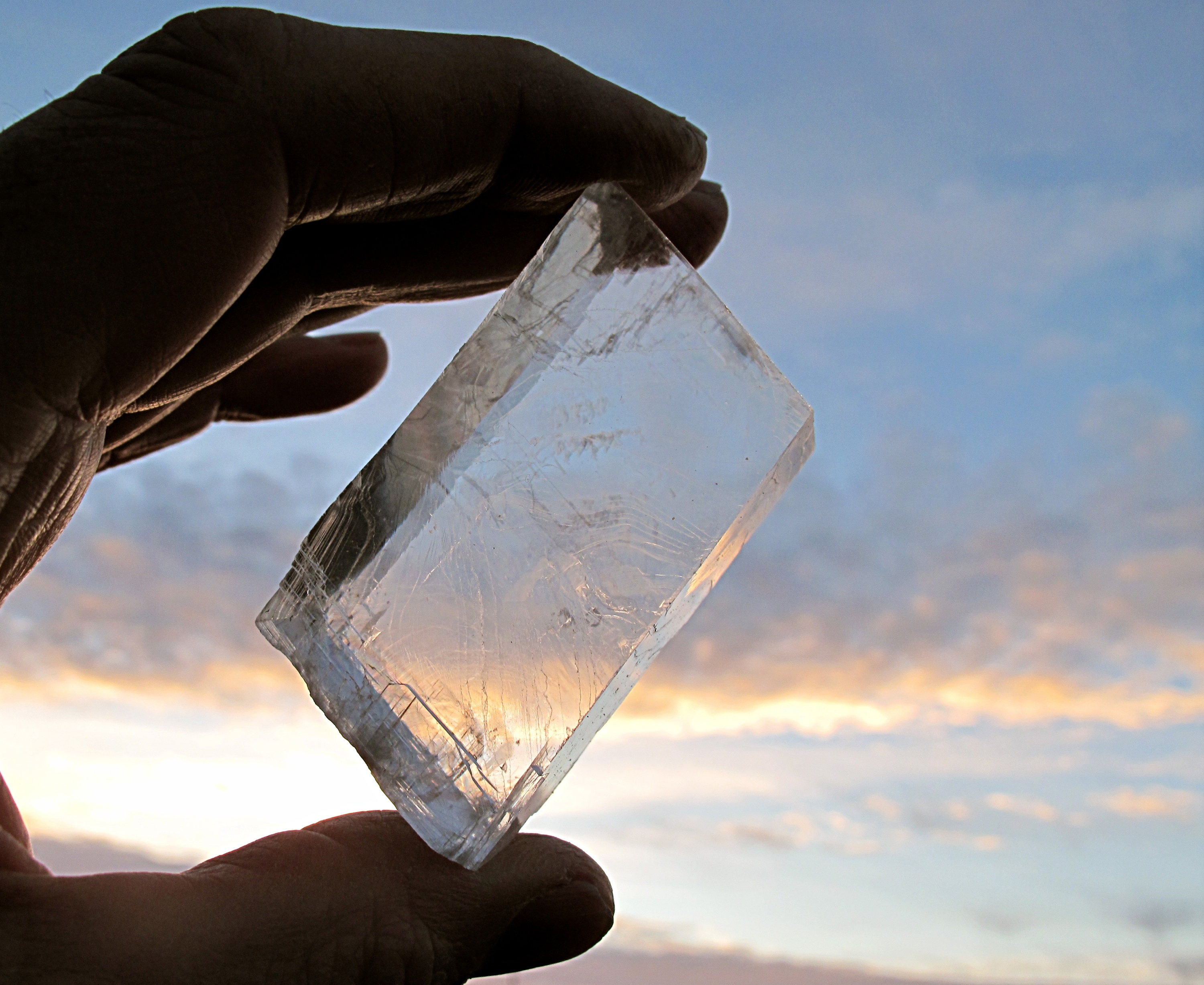

IJslandspaat, vroeger bekend als IJslands kristal (ijslands: silfurberg; zilver-rots), is een transparante variant van calciet, of gekristalliseerd calciumcarbonaat, oorspronkelijk afkomstig uit IJsland, en gebruikt om de polarisatie van licht aan te tonen. Het komt voor in grote stukken met goede splijtvlakken. Het is makkelijk deelbaar in ruitvormige stukken, en is opmerkelijk wegens zijn dubbele breking van licht.  Dit betekent dat de refractie-index van het kristal verschillend is voor licht van verschillende polarisatierichtingen. Een straal van niet-gepolariseerd licht die door IJslandspaat gaat, wordt verdeeld in twee stralen van tegengestelde polarisatie in verschillende hoeken, of dubbele breking. Voorwerpen die door het kristal worden gezien, lijken dubbel.
Vroeger was deze eigenschap belangrijk om de aard van het licht met een golflengte te begrijpen. Het werd uitgebreid bestudeerd door Christiaan Huygens en Isaac Newton. Ook George Stokes bestudeerde het verschijnsel. De volledige verklaring in termen van lichtpolarisatie werd in de jaren 1820 gepubliceerd door Augustin-Jean Fresnel.
Mijnen die IJslandspaat winnen, doen dit vaak in combinatie met het winnen van andere calcieten en aragonieten. Behalve op IJsland, gebeurt dit in de Sonorawoestijn, in  Chihuahua (Mexico), in New Mexico (Verenigde Staten) en in de Volksrepubliek China.

## Zonnesteen van de Vikingen
Gespeculeerd wordt dat de zonnesteen, die door Vikingen bij navigatie op bewolkte dagen werd gebruikt om de positie van de zon te bepalen, bestond uit IJslandspaat. De stand van de zon kon bij bewolking en schemer op enkele graden nauwkeurig worden bepaald met behulp van de zonnesteen en het blote oog. De zonnesteen werd daarbij door het gezichtsveld bewogen tot het een geelachtig entoptisch verschijnsel op het fovea van het oog veroorzaakte, mogelijk de Bundel van Haidinger. De vondst van een dergelijke steen op het schip Alderney, dat in 1592 zonk, doet vermoeden dat deze navigatietechniek nog werd toegepast na uitvinding van het magnetisch kompas.

## Prisma van Nicol
William Nicol (1770–1851) ontwikkelde de eerste prisma, met gebruikmaking van IJslandspaat.